# Živko Živković
Živko Živković (in serbo Живко Живковић?; Užice, 14 aprile 1989) è un calciatore serbo, portiere dell'Anorthōsis.

## Carriera

### Club
Prodotto di talento delle giovanili del Partizan, viene ceduto in prestito nelle prime stagioni al Teleoptik e al Metalac per accumulare esperienza nelle divisioni minori del calcio serbo. Nel 2010 torna a Belgrado.

### Nazionale
Esordisce nell'Under-17 il 1º ottobre 2005 in Serbia-Irlanda del Nord 3-1. Esordisce nell'Under-21 il 15 maggio 2007 contro Cipro. Il 5 settembre 2009 gioca l'incontro valevole per le qualificazioni agli Europei 2009 in Svezia contro la Slovacchia, perso per 2-1.

## Palmarès

### Club

#### Competizioni nazionali
- Coppa di Serbia: 1

Partizan: 2010-2011
- Campionato serbo: 3

Partizan: 2010-2011, 2012-2013, 2014-2015
- Coppa di Grecia: 1

PAOK: 2020-2021
- Campionato greco: 1

PAOK: 2023-2024